# Eleccions legislatives russes de 2007
Les Eleccions legislatives russes de 2007 es van celebrar el 2 de desembre per escollir els 450 membres de la 5a legislatura de la Duma Estatal. A diferència de les anteriors es va reduir enormement els partits amb representació parlamentària, passant d'una forquilla d'entre 23 i 12 partits des del 1993, a només quatre, la governant Rússia Unida molt per davant, i l'oposició del PCFR, el LDPR i Rússia Justa.

## Resultats
|                         |                                     |             |       |           |     |  |  |  |
| Partits                 | Partits                             | Vots        | %     | Escons    | +/- |  |  |  |
|                         | Rússia Unida                        | 44 714 241  | 64,30 | 315 / 450 | 92  |  |  |  |
|                         | Partit Comunista de la Fed. Russa   | 8 046 886   | 11,57 | 57 / 450  | 5   |  |  |  |
|                         | Partit Liberal Democràtic de Rússia | 5 660 823   | 8,14  | 40 / 450  | 4   |  |  |  |
|                         | Rússia Justa                        | 5 383 639   | 7,74  | 38 / 450  | 1   |  |  |  |
|                         | Partit Agrari Rus                   | 1 600 234   | 2,30  | 0 / 450   | 2   |  |  |  |
|                         | Iàbloko                             | 1 108 985   | 1,59  | 0 / 450   | 4   |  |  |  |
|                         | Poder civil                         | 733 604     | 1,05  | 0 / 450   | =   |  |  |  |
|                         | Unió de Forces de Dreta             | 669 444     | 0,97  | 0 / 450   | 3   |  |  |  |
|                         | Patriotes de Rússia                 | 615 417     | 0,89  | 0 / 450   | =   |  |  |  |
|                         | Partit de la Justícia Social        | 154 083     | 0,22  | 0 / 450   | =   |  |  |  |
|                         | Partit Democràtic de Rússia         | 89 780      | 0,13  | 0 / 450   | =   |  |  |  |
|                         |                                     |             |       |           |     |  |  |  |
| Vots vàlids             | Vots vàlids                         | 68 777 136  | 98,91 |           |     |  |  |  |
| Vots blancs i nuls      | Vots blancs i nuls                  | 759.929     | 1,09  |           |     |  |  |  |
| Total                   | Total                               | 69 537 065  | 100   | 450       | =   |  |  |  |
| Abstencions             | Abstencions                         | 39 608 452  | 39,79 |           |     |  |  |  |
| Inscrits / participació | Inscrits / participació             | 109.145.517 | 60,21 |           |     |  |  |  |

### Resultats per regió

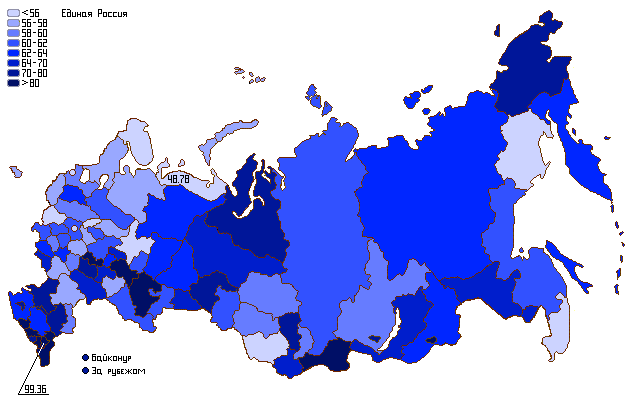
Rússia Unida
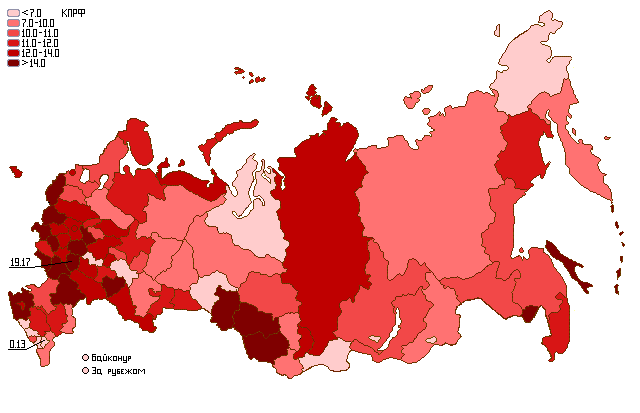
Partit Comunista
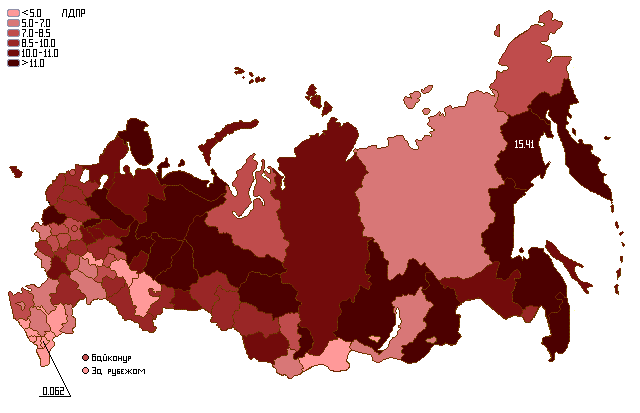
LDPR
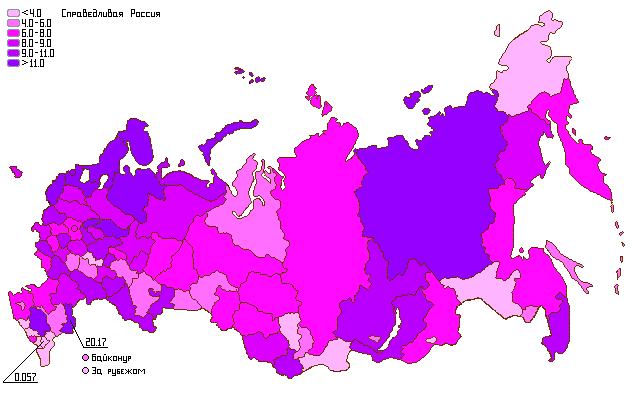
Rússia Justa